# Paul Siple
Paul Allman Siple (né le 18 décembre 1908 en Ohio, mort le 25 novembre 1968) est un explorateur de l'Antarctique et un géographe américain qui prit part à six expéditions antarctiques dont les deux expéditions de Richard E. Byrd de 1928–1930 et 1933–1935.

## Biographie
Il est impliqué dans l'United States Antarctic Service Expedition of 1939–41, qui aurait dû être la troisième expédition Byrd.
Il servit durant l'opération Highjump (aussi connue sous le nom de Programme de développements antarctiques de l'US Navy, 1946–47) et fut le scientifique qui inaugura la station américaine du pôle Sud Amundsen-Scott (1956–1957) durant l'année internationale de géophysique.  
Siple et Charles F. Passel développèrent le facteur du refroidissement éolien. 
Il reçut la Médaille Hubbard de la National Geographic Society en 1958. 
De 1963 à 1963, il servit comme premier attaché scientifique américain en Australie et en Nouvelle-Zélande.
La côte Siple, l'île Siple et la Siple Station sont nommées en son honneur.

## Publications
- A Boy Scout With Byrd (1931).
- Exploring at Home (1932).
- Scout to Explorer: Back with Byrd in the Antarctic (1936).
- 90 Degrees South (1959).

## Récompenses
- 1958 : Médaille Hubbard.
- 1960 : Médaille Hans Egede.